# 蒙焦亞山

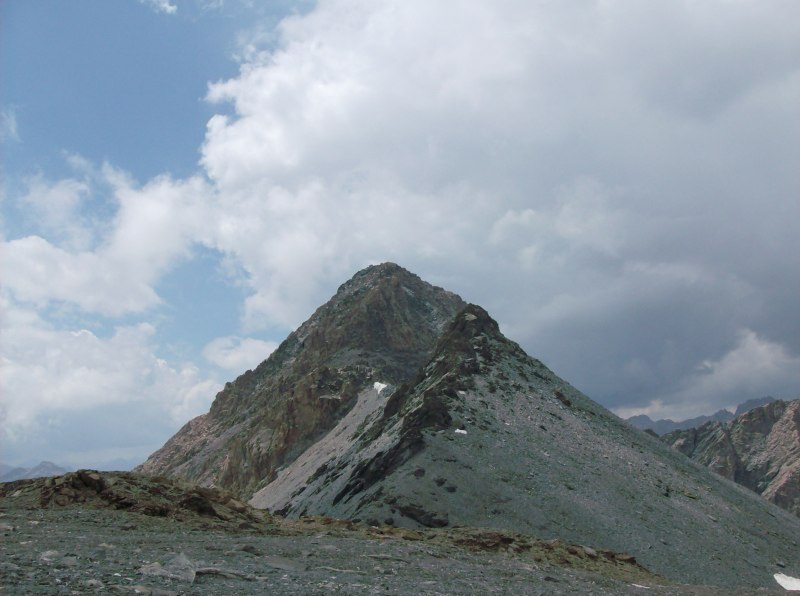

44°37′16″N 6°56′56″E / 44.62108°N 6.94881°E
蒙焦亞山（義大利語：Mongioia），是西歐的山峰，位於法國和意大利接壤的邊境，屬於科蒂安山的一部分，海拔高度3,340米，每年平均降雨量1,432毫米，人類在1878年7月20日首次登頂。